# World of Lies
World of Lies – trzeci album studyjny australijskiej grupy The Berzerker. Wydano go w roku 2005.

## Lista utworów
1. "Committed to Nothing" – 2:39
2. "Black Heart" – 2:16
3. "All About You" – 2:41
4. "Burn the Evil" – 2:30
5. "World of Tomorrow" – 2:24
6. "Follow Me" – 2:42
7. "Y" – 2:57
8. "As the World Waits" – 3:16
9. "Afterlife" – 3:20
10. "Never Hated More" – 3:18
11. "Free Yourself" – 3:03
12. "Constant Pain" – 2:25
13. "Silence" – 5:01
14. "Farewell" – 20:07

## Twórcy
- Luke Kenny – śpiew, automat perkusyjny, syntezator
- Ed Lacey – gitara elektryczna, gitara basowa
- Jay – gitara elektryczna, gitara basowa
- Adrian Naudi – gitara elektryczna, gitara basowa
- Sam Bean – gitara elektryczna, gitara basowa